# Rass Oumlil
Rass Oumlil  (in arabo رأس اومليل‎?) è un centro abitato e comune rurale del Marocco situato nella provincia di Guelmim, regione di Guelmim-Oued Noun. Conta una popolazione di 1 172 abitanti (censimento 2014).